# 共栄プラスチック
共栄プラスチック株式会社は、日本の文具メーカー。ORIONSのブランド名で売っており、名札、下敷き、定規、アクリルケースなどが主力商品。
本社は大阪府大阪市天王寺区味原町6番16号。

## 主な商品
- 名札
- 下敷き
- 定規
- アクリルケース
- クリップ・マグネット
- ルーペ

など